# Aethionema munzurense
Aethionema munzurense är en korsblommig växtart som beskrevs av Peter Hadland Davis och Yild. Aethionema munzurense ingår i släktet Aethionema och familjen korsblommiga växter. Inga underarter finns listade i Catalogue of Life.